# Alert, Nunavut
Alert (Nunavut, Canada) este cea mai nordică așezare permanentă din lume, situată la doar 817 km de Polul Nord, pe insula Ellesmere. În realitate, este o bază militară a guvernului canadian unde funcționeză și o stație meteorologică. Stația este dotată cu un aeroport, situat la o distanță de 6 km. Conform recensământului din 2006, Alert avea 5 locuitori permanenți.

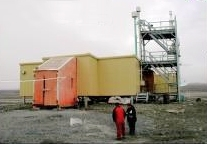
Stațiunea meteorologică din Alert

## Geografie
Alert se află în partea cea mai septentrională a insulei Ellesmere, pe malul strâmtorii Nares, către Marea Lincoln (de fapt un sector al Oceanului Arctic). Strâmtoarea Nares separă insula Ellesmere de Groenlanda și măsoară aproximativ 700 km în lungime și 40 km lățime în zonele cele mai înguste, precum zona canalului Robeson. Dinstanța dintre Alert și insula Groenlanda este de aproximativ 60 km. 
Distanța până la Polul Nord este de numai 840 km. Zona este extrem de puțin populată iar așezarea cea mai apropiată, de dimensiuni foarte reduse, se află la aproape 500 km. Orașul cel mai apropiat este Iqaluit la o distanță de 2.092 km. 
Alert este așezată la 125 km SE de capul Columbia, punctul cel mai nordic al continentului american, excluzând Groenlanda. Alte localități situate pe insula Ellesmere sunt baza de investigații Eureka din comunitatea inuită Grise Fiord. 
Terenul este relativ accidentat și prezintă coline și văi deschise. Zona de țărm este constituită din crete și șisturi iar banchiza acoperă marea pe tot parcursul anului. Ziua polară începe în ultima săptămână a lunii martie iar soarele se menține deasupra orizontului de la jumătatea lunii aprilie până în august. Noaptea polară ține de la jumătatea lunii octombrie până la sfârșitul lunii februarie.
Alert se află la 45 km distanță de Parcul Național și Rezervația Insulei Ellesmere. 

## Climă
Climatul local este semiarid cu o medie de precipitații anuală care însumează 153,8 mml. Cu toate acestea, temperaturile foarte scăzute fac ca și indicele de evaporație să se mențină la cote joase.
Temperaturile coboară în timpul nopții polare la -30°C însă uneori se pot înregistra până la -50°C, crescând până la aproximativ +5°C, în timpul verii. Rareori, temperaturile depășesc +10°C, vara. Precipitațiile sub formă de zăpada și temperaturile negative se pot produce pe tot parcursul anului. Temperatura cea mai joasă, de -50°C, s-a înregistrat la 9 februarie 1979 iar cea mai ridicată, de +21°C, pe 14 iulie 2019.
| Date climatice pentru Alert Airport                          | Date climatice pentru Alert Airport | Date climatice pentru Alert Airport | Date climatice pentru Alert Airport | Date climatice pentru Alert Airport | Date climatice pentru Alert Airport | Date climatice pentru Alert Airport | Date climatice pentru Alert Airport | Date climatice pentru Alert Airport | Date climatice pentru Alert Airport | Date climatice pentru Alert Airport | Date climatice pentru Alert Airport | Date climatice pentru Alert Airport | Date climatice pentru Alert Airport |
| Luna                                                         | Ian                                 | Feb                                 | Mar                                 | Apr                                 | Mai                                 | Iun                                 | Iul                                 | Aug                                 | Sep                                 | Oct                                 | Nov                                 | Dec                                 | Anual                               |
| ------------------------------------------------------------ | ----------------------------------- | ----------------------------------- | ----------------------------------- | ----------------------------------- | ----------------------------------- | ----------------------------------- | ----------------------------------- | ----------------------------------- | ----------------------------------- | ----------------------------------- | ----------------------------------- | ----------------------------------- | ----------------------------------- |
| Maxima medie °C (°F)                                         | −28.6 (−19.5)                       | −29.4 (−20.9)                       | −28.4 (−19.1)                       | −20.4 (−4.7)                        | −8.4 (16,9)                         | 2.0 (35,6)                          | 6.1 (43)                            | 3.3 (37,9)                          | −5.3 (22,5)                         | −15.3 (4,5)                         | −22.3 (−8.1)                        | −25.6 (−14.1)                       | −14,4 (6,1)                         |
| Media zilnică °C (°F)                                        | −32.2 (−26.0)                       | −33.2 (−27.8)                       | −32.4 (−26.3)                       | −24.3 (−11.7)                       | −11.5 (11,3)                        | −0.4 (31,3)                         | 3.4 (38,1)                          | 0.8 (33,4)                          | −8.4 (16,9)                         | −18.9 (−2.0)                        | −26 (−14.8)                         | −29.4 (−20.9)                       | −17,7 (0,1)                         |
| Minima medie °C (°F)                                         | −35.8 (−32.4)                       | −37 (−34.6)                         | −36.3 (−33.3)                       | −28.1 (−18.6)                       | −14.5 (5,9)                         | −2.7 (27,1)                         | 0.7 (33,3)                          | −1.8 (28,8)                         | −11.5 (11,3)                        | −22.4 (−8.3)                        | −29.6 (−21.3)                       | −33.1 (−27.6)                       | −21 (−5,8)                          |
| Minima istorică °C (°F)                                      | −48.9 (−56.0)                       | −50 (−58.0)                         | −49.4 (−56.9)                       | −45.6 (−50.1)                       | −29 (−20.2)                         | −13.9 (7)                           | −6.3 (20,7)                         | −15 (5)                             | −28.2 (−18.8)                       | −39.4 (−38.9)                       | −43.5 (−46.3)                       | −46.1 (−51.0)                       | −50 (−58,0)                         |
| Indice de răcire eoliană                                     | −64.7                               | −60.5                               | −59.5                               | −56.8                               | −40.8                               | −21.1                               | −10.3                               | −19.2                               | −36.9                               | −49.4                               | −53.7                               | −57.3                               | −64,7                               |
| Precipitații mm (inches)                                     | 7.2 (0.283)                         | 7.0 (0.276)                         | 7.5 (0.295)                         | 10.6 (0.417)                        | 11.6 (0.457)                        | 12.0 (0.472)                        | 31.8 (1.252)                        | 17.9 (0.705)                        | 22.3 (0.878)                        | 13.4 (0.528)                        | 10.4 (0.409)                        | 6.8 (0.268)                         | 158,3 (6,232)                       |
| Ploaie mm (inches)                                           | 0.0 (0)                             | 0.0 (0)                             | 0.0 (0)                             | 0.0 (0)                             | 0.0 (0)                             | 0.8 (0.031)                         | 13.0 (0.512)                        | 3.5 (0.138)                         | 0.1 (0.004)                         | 0.0 (0)                             | 0.0 (0)                             | 0.0 (0)                             | 17,4 (0,685)                        |
| Zăpadă cm (inches)                                           | 9.0 (3.54)                          | 8.1 (3.19)                          | 8.7 (3.43)                          | 12.6 (4.96)                         | 18.0 (7.09)                         | 13.5 (5.31)                         | 20.0 (7.87)                         | 16.9 (6.65)                         | 33.1 (13.03)                        | 20.2 (7.95)                         | 15.2 (5.98)                         | 9.3 (3.66)                          | 184,6 (72,68)                       |
| Umiditate [%]                                                | 66.8                                | 66.6                                | 66.9                                | 71.1                                | 81.5                                | 87.1                                | 85.1                                | 86.1                                | 84.6                                | 75.7                                | 70.3                                | 67.2                                | 75,8                                |
| Nr. de zile cu precipitații (≥ 0.2 mm)                       | 9.0                                 | 7.7                                 | 7.3                                 | 8.5                                 | 7.5                                 | 7.4                                 | 10.9                                | 9.2                                 | 10.1                                | 10.5                                | 8.7                                 | 9.2                                 | 106,1                               |
| Nr. mediu de zile ploioase (≥ 0.2 mm)                        | 0.0                                 | 0.0                                 | 0.0                                 | 0.0                                 | 0.1                                 | 1.0                                 | 6.9                                 | 2.5                                 | 0.2                                 | 0.0                                 | 0.0                                 | 0.0                                 | 10,6                                |
| Nr. mediu de zile cu ninsoare (≥ 0.2 cm)                     | 9.1                                 | 8.6                                 | 8.3                                 | 9.1                                 | 9.4                                 | 6.9                                 | 6.3                                 | 7.4                                 | 11.3                                | 12.2                                | 9.7                                 | 9.9                                 | 108,0                               |
| Ore însorite                                                 | 0.0                                 | 0.0                                 | 110.4                               | 323.6                               | 428.6                               | 333.0                               | 321.6                               | 269.1                               | 111.4                               | 3.9                                 | 0.0                                 | 0.0                                 | 1.901,6                             |
| Sursă: Environment Canada Canadian Climate Normals 1981–2010 |                                     |                                     |                                     |                                     |                                     |                                     |                                     |                                     |                                     |                                     |                                     |                                     |                                     |